# Старе Комашиці
Старе Комашиці (пол. Stare Komaszyce) — село в Польщі, у гміні Ополе-Любельське Опольського повіту Люблінського воєводства.
Населення — 112 осіб (2011).

## Демографія
Демографічна структура станом на 31 березня 2011 року:
|          | Загалом | Допрацездатний вік | Працездатний вік | Постпрацездатний вік |
| -------- | ------- | ------------------ | ---------------- | -------------------- |
| Чоловіки | 50      | 10                 | 34               | 6                    |
| Жінки    | 62      | 15                 | 28               | 19                   |
| Разом    | 112     | 25                 | 62               | 25                   |